# Chiromyza gressitti
Chiromyza gressitti är en tvåvingeart som beskrevs av Akira Nagatomi och Junichi Yukawa 1969. Chiromyza gressitti ingår i släktet Chiromyza och familjen vapenflugor. Inga underarter finns listade i Catalogue of Life.